# Молода невільниця
«Молода невільниця» — італійська літературна казка, записана Джамбаттістою Базіле у його праці «Пентамерон» 1634 року.
За класифікацією Аарне — Томпсона казка належить до типу 709, «Білосніжка»; інші варіанти включають казки «Белла Венеція» та «Мирсіна». Історія заснована в Італії, і її часто називають однією з перших історій про Білосніжку.

## Конспект
Кілька дівчат змагалися, хто зможе перестрибнути через трояндовий кущ, не торкнувшись його. Лілла, сестра барона, стрибала останньою. Вона майже подолала кущ, але зірвала одну пелюстку троянди, що означало її поразку. Проте, прагнучи перемоги, вона проковтнула пелюстку й оголосила себе переможницею. Тієї ночі сталося диво, і вона завагітніла. Вона довірилася своїм подругам-феям про те, що сталося, збентежена тим, що була незайманою, але феї сказали їй не хвилюватися, бо це була сама пелюстка троянди, яка запліднила її. Врешті-решт вона народила доньку і назвала її Лізою. Феї подарували Ліллі дари на згадку про народження, але одна з них підвернула щиколотку і випадково прокляла Лізу на смерть, коли їй було сім років. Причиною смерті стало те, що Лілла сама розчісувала волосся своєї доньки і забула про це, внаслідок чого гребінець став отруйним і вбив її. Коли Лізі виповнилося сім років, прокляття збулося, і Ліза захворіла. Засмучена мати поклала доньку до семи кришталевих трун і сховала в кімнаті. Перед смертю вона передала братові ключ від кімнати і взяла з нього обіцянку не відкривати її.
Він послухався і, врешті-решт, одружився. Він завжди був на полюванні, і під час однієї з його поїздок дружина відчинила двері і знайшла скриню. Ліза продовжувала дорослішати, перетворюючись на красиву молоду дівчину, а скриня росла разом з нею. Заздрячи красі дівчини і вважаючи, що чоловік зрадить її з Лізою, баронеса витягла її за волосся, чим вибила гребінець і повернула до життя. Вона відрізала дівчині волосся, одягла її в лахміття і била щодня, поки не повернувся її чоловік. Коли дядько повернувся, він не зміг впізнати в ній свою племінницю, і цим скористалася його дружина. Вона стверджувала, що тітка прислала їй дівчинку, щоб вона була їхньою рабинею, і що її не треба любити. Вона змушувала дівчинку виконувати роботу по дому і продовжувала знущатися над нею.
Одного разу барон поїхав на ярмарок і запитав у всіх, що вони хочуть, щоб він привіз додому, в тому числі й у Лізи. Його дружина впала в ревниву лють, заявивши, що її не можна любити і ставити на їхній соціальний рівень. Тоді Ліза попросила ляльку, ніж і пемзу, і прокляла його, щоб він не зміг перетнути річку і повернутися, якщо йому це не вдасться. Він справді забув про них, але коли річка розлилася, вона нагадала йому про її прохання, і він повернувся, щоб купити її речі. Ліза віднесла їх на кухню і розповіла ляльці історію свого життя, а потім пригрозила, що нагострить ніж на камені і вб'є себе, якщо лялька не відповість. На диво, лялька відповіла: «Гаразд, я тебе почула! Я не глуха!» Ліза продовжувала цю гру зі своєю лялькою протягом декількох днів — погрожуючи вбити себе ножем, якщо лялька не відповість.
Випадково барон почув, як Ліза однієї ночі розмовляла з лялькою. Впізнавши історію про трояндовий кущ, він виламав двері якраз перед тим, як Ліза встигла вдарити себе ножем. Він попросив її переказати історію, і вона це зробила, і він одразу зрозумів, що це його племінниця. Він обійняв дівчинку і відправив її подалі від будинку, в якому з нею жорстоко поводилися, до одного зі своїх родичів, де вона могла одужати. Через кілька місяців Ліза знову набула своєї «божественної» краси, і її запросили назад у дім. Барон запланував великий бенкет на честь королівства і, коли трапеза закінчилася, попросив Лізу розповісти про жахіття, через які змусила її пройти його дружина. Люди на бенкеті були в жаху і ридали, гніваючись на баронесу, поки нарешті барон не вигнав свою дружину зі своїх земель і назавжди не зник з їхнього життя. Він знайшов гарного, люблячого чоловіка для своєї племінниці, якого вона сама обрала, і вони жили довго і щасливо.

## Аналіз

### Казковий тип
Фольклорист Д. Л. Ешліман у своєму дослідженні народних казок 1987 року класифікував казку в індексі Аарне-Томпсона-Утера як тип АТУ 709, «Білосніжка». Так само Марія Татар вважала її версією «Білосніжки».
З іншого боку, вчена Ненсі Канепа класифікувала його як тип АТУ 410, «Спляча красуня» та АТУ 894, «Огидний учитель і камінь жалю», хоча вона визнала, що історія «спільні мотиви» з «Білосніжкою», наприклад, гребінець і скляна труна.
В іншому напрямі дослідження іспанські вчені Хуліо Камарена та Максім Шевальє у своєму спільному Індексі іспанських народних казок класифікували казку як новий тип іспанської казки: 438, La Hija de la Rosa (Англ. «Дочка Троянди»). У цьому типі мати героїні або ковтає пелюстку троянди, або спить під кущем троянди, внаслідок чого вона вагітніє героїнею; пізніше героїню присипляє чарівний гребінець, але вона прокидається в замку принца; наприкінці казки героїня розповідає про свої біди piedra del dolor (або каменю жалю), і намагається вбити себе, коли принц зупиняє її.
У цьому ж ключі тюрколог Карл Райхль у Enzyklopädie des Märchens стверджував, що історія Базилі є частиною окремого підтипу типу АТУ 894, який передбачає магічне зачаття героїні, підтипу, про який повідомляється переважно в італійських варіантах.